# Єгоршев Станіслав Ігорович
Станіслав Ігорович Єгоршев (рос. Станислав Игоревич Егоршев; 21 вересня 1987, місто Череповець, СРСР) — російський хокеїст, нападник. 

## Кар'єра
Станіслав вихованець клубу Сєвєрсталь, виступав за «Сєвєрсталь-2» до 2005 року. В сезоні 2005/06 років виступав за клуб «Нафтовик» (Леніногорськ), провів 48 матчів. З сезону 2006/07 років виступає у основному складі «Сєвєрсталі» виступаючи час від часу і за другу команду.
З сезону 2008/09 закріпився в основному складі череповецької «Сєвєрсталі», яка виступає в КХЛ. 
У результаті обміну на Станіслава Калашникова Єгоршев стає гравцем омського «Авангарду».
У листопаді 2013 року разом з Олександром Фроловим його міняють на гравців ЦСКА Сергія Широкова та Максима Гончарова.
У грудні 2013 року брав участь у складі ЦСКА (Москва) на Кубку Шпенглера, армійці посіли друге місце.
Влітку 2015 перейшов до команди «Торпедо» (Нижній Новгород) ще через два роки уклав контракт з клубом «Автомобіліст» (Єкатеринбург), де і завершив кар'єру гравця в 2019 році.